# Matsudaira Morio
Matsudaira Morio (松平保男, , 6 de dezembro de 1878 - 19 de janeiro de 1944) foi um almirante da Marinha Imperial Japonesa .

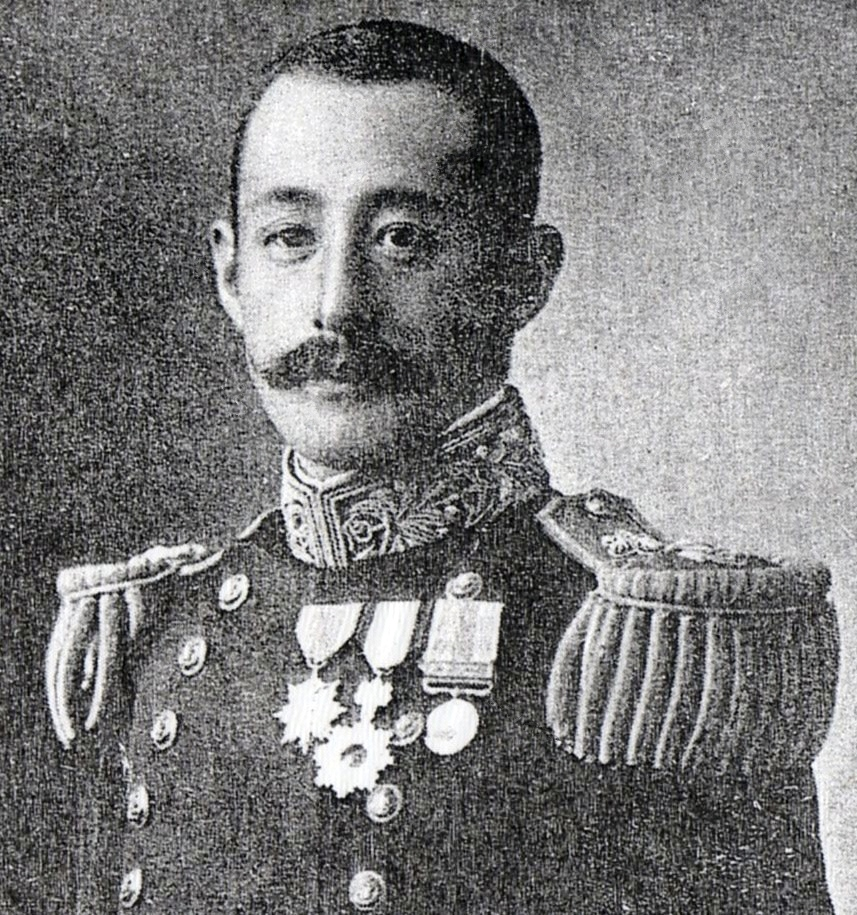
O almirante japonês Matsudaira Morio

Morio era filho de Matsudaira Kataharu , o ex-daimyō do Domínio de Aizu na atual Fukushima . Nasceu na residência dos Matsudaira em Tokyo  em 1878.
Morio se formou na classe 28 do  Academia Naval Imperial Japonesa em 1900. Numa classe de 105 cadetes. Ele foi promovido a tenente em 1905 e atribuído ao navio de guerra Chin'en , seguido pelos cruzadores Yakumo em 1906 e Akashi (onde foi chefe de artilharia), em 1907. Morio foi promovido a tenente-comandante em 1910, que também neste mesmo ano se tornou líder do Clã Hoshina-Matsudaira. Ele herdou o título de visconde (shishaku) do seu irmão , conforme o kazoku (sistema de nobreza).
Em 1914, foi nomeado comandante de artilharia na Batalha Kawachi , e serviu 1915-1916 como comandante adjunto no cruzador Hashidate .Morio foi promovido a comandante em 1916, e foi designado como ajudante-de-campo para o Príncipe Fushimi Hiroyasu de dezembro 1916 a novembro de 1918. Em 10 de novembro de 1918, ele foi re-designado como comandante adjunto  no encouraçado Yamashiro . Promovido a capitão em 1920, ele recebeu seu primeiro comando em 10 de novembro de 1922: o cruzador de batalha Ibuki . Também foi capitão do Settsu' em 1923. A partir de 1923, atuou em vários cargos. Em 1 de dezembro de 1925, ele foi promovido a contra-almirante e entrou na reservas duas semanas depois.
Morio adotou um filho que era neto de Tokugawa Yoshinobu, chamado Tokugawa Hikaru. e que foi um oficial naval morto na II Guerra Mundial . A sobrinha de Morio, Setsuko , casou-se com o Príncipe Chichibu .
| Precedido por Matsudaira Kataharu | Líder do Clã Hoshina-Matsudaira 1910-1944 | Sucedido por Matsudaira Morisada |